# Детектив Бош
«Детектив Бош» (англ. Bosch) — американський детективний телесеріал, прем'єра якого відбулася 6 лютого 2014 року на вебсервісі Amazon Prime Video. Головну роль детектива поліції Лос-Анджелеса Гаррі Босха виконує Тітус Веллівер. Перший сезон телешоу, створеного Еріком Овермаєром, заснований на детективних романах американського письменника Майкла Коннеллі — «Місто кісток», «Ехо-парк» і «Блондинка в бетоні».
У лютому 2020 року серіал продовжений на сьомий фінальний сезон, який вийде у 2021 році.

## Сюжет
Сюжет серіалу обертається навколо життя та професійної діяльності детектива відділу вбивст поліції Лос-Анджелеса Гаррі Боша, який зосереджений на розслідуванні — справі «всього свого життя», що не заважає йому бути одним із найефективніших сищиків міста. У нього є дочка, колишня дружина, будинок із відмінним краєвидом і важкий характер.

## Список епізодів
| Сезон | Епізоди         | Прем'єрний показ |
| ----- | --------------- | ---------------- |
| 1     | пілотний епізод | 6 лютого 2014    |
| 1     | 9               | 13 лютого 2015   |
| 2     | 10              | 11 березня 2016  |
| 3     | 10              | 21 квітня 2017   |
| 4     | 10              | 13 квітня 2018   |
| 5     | 10              | 19 квітня 2019   |
| 6     | 10              | 17 квітня 2020   |
| 7     | 10              | 2021             |

## Акторський склад
| Актори          | Персонажі                         | Поява в сезонах | Поява в сезонах | Поява в сезонах | Поява в сезонах | Поява в сезонах |
| Актори          | Персонажі                         | 1               | 2               | 3               | 4               | епізоди         |
| --------------- | --------------------------------- | --------------- | --------------- | --------------- | --------------- | --------------- |
| Тітус Веллівер  | Детектив Ієронім «Гаррі» Бош      | 10              | 10              | 10              | 10              | 40              |
| Джеймі Гектор   | Детектив Джері Едгар              | 10              | 10              | 10              |                 | 30              |
| Емі Акіно       | Лейтенант Грейс Біллетс           | 9               | 10              | 10              |                 | 29              |
| Ленс Реддік     | Заступник начальника Ірвін Ірвінг | 10              | 10              | 10              |                 | 30              |
| Енні Вершінг    | Офіцер Джулія Брашер              | 10              | 1               |                 |                 | 11              |
| Сара Кларк      | Елеанор Віш                       | 6               | 8               | 1               |                 | 15              |
| Джейсон Гедрік  | Рейнард Вейтс                     | 8               |                 |                 |                 | 8               |
| Медісон Лінтц   | Меделін «Медді» Бош               | 5               | 9               | 10              |                 | 24              |
| Джері Раян      | Вероніка Аллен                    |                 | 8               | 2               |                 | 10              |
| Брент Секстон   | Карл Неш                          |                 | 9               |                 |                 | 9               |
| Усього епізодів | Усього епізодів                   | 10              | 10              | 10              | 10              | 40              |

### Головні ролі
- Тітус Веллівер — детектив Гаррі (Ієронім) Бош, працівник поліції Лос-Анджелеса, відділ убивств Голлівуда; колишній вояк сил спеціальних операцій, ветеран воєн
- Квінн Веллівер (син Тітуса) — Гаррі Бош у дитинстві
- Джеймі Гектор — детектив Джеррі (Джером) Едгар, напарник Боша
- Емі Акіно — лейтенант Грейс Біллетс, безпосередній начальник і друг Боша
- Ленс Реддік — Ірвін Ірвінг, заступник та начальник поліції
- Енні Вершинг — офіцер поліції Джулії Брашер, новенька у голлівудському відділку; якийсь час перебувала в романтичних стосунках із Бошом (1-й сезон; гостьова роль сезонів 2 і 7)
- Джейсон Гедрік — Рейнард Вейтс, серійний убивця (1-й сезон)
- Сара Кларк — Елеонор Віш, колишня дружина Боша, колишній агент ФБР, професійна гравка в покер (1-2 і 4-й сезони; гостьова роль у сезоні 3)
- Медісон Лінц — Медді (Меделін) Бош, дочка Гаррі (2-7 сезони; періодична роль у 1-му сезоні)
- Джері Раян — Вероніка Аллен, колишня порноакторка, вдова вбитого продюсера (2-й сезон; періодично — сезон 3, гостьова роль — сезон 5)
- Брент Секстон — Карл Неш, колишній детектив відділу вбивств, керівник групи корумпованих поліціантів (сезон 2)
- Мімі Роджерс — Мані[3] (Хані Чендлер) — адвокатка у цивільних справах (7-й сезон; періодична роль сезонів 1-6)
- Пол Кальдерон — детектив Джиммі (Сантьяго) Робертсон, досвідчений слідчий (7-й сезон; періодична роль 3-5 сезонів)

### Періодичні ролі
- Стівен Калп — Рік (Річард) О'Ші, амбітний окружний прокурор (сезони 1-4)
- Грегорі Скотт Каммінс — детектив Мур («Ящик»), давній друг і партнер «Бочки»
- Трой Еванс — детектив Джонсон («Бочка»), старший детектив відділу вбивств
- Скотт Клейс — сержант Джона Манкевич («Манк»), помічник начальника відділу поліції
- ДаХуан Джонсон — Ронделл Пір, офіцер поліції, пізніше детектив
- Жаклін Обрадорс — детектив Крістіна Вега (сезони 5-7)
- Деджі ЛаРей — Джуліус Еджвуд, офіцер поліції, пізніше сержант
- Ерік Ладін — Скотт Андерсон, репортер «Лос-Анджелес таймз» (сезони 3, 5-7)
- Бесс Армстронг — суддя Донна Собел (сезони 5-7)
- Марк Герр'єр — капітан Денніс Купер (сезони 5-7)
- Джейсон Сімс-Прюїтт — поліцейський Віктор Роудс
- Джоні Бовілл — Айда, помічник начальника поліції Ірвіна Ірвінга

#### 1 сезон
- Кетрін Леонард — Марджорі Лоу (у спогадах), померла мати Гаррі, загибла повія
- Авраам Бенрубі — Родні Белк, адвокат (сезони 1, 7)
- Вероніка Картрайт — Ірен Саксон, мати Рейнара Вейтса
- Марк Дервін — капітан Гарві Паундс (сезони 1, 7)
- Шон Хетосі — Джонні Стокс
- Роббі Джонс — новий офіцер Джордж Ірвінг, син начальника поліції (сезони 1-2)
- Адам О'Бірн — Нейт Тайлер, агресивний репортер «Лос-Анджелес таймз»
- Пол Вінсент О'Коннор — суддя Алан Кіз
- Роуз Роллінз — детектив Кізмін Райдер
- Алан Розенберг — д-р Вільям Ґолліхер, судовий антрополог (сезони 1, 7)
- Скотт Вілсон — д-р Поль Гайо, лікар на пенсії
- Мішель Герд (сезон 1) та Еріка Александер (сезони 2-3) — Конні, дружина Ірвінга Ірвінга та мати Джорджа Ірвінга
- Кірк Бовілл — вітчим Гаррі (у спогадах про дитинство)

#### 2 сезон
- Янсі Аріас — мер Лос-Анджелеса Ектор Рамос (сезони 2-4, 6)
- Hoon Lee as Reggie Woo, Eleanor's husband and Maddie's step-father who is currently in Hong Kong (seasons 2, 4)
- Інгрід Роджерс — Латонія Едгар, колишня дружина Джеррі (сезон 2)
- Хун Лі — Реджі Ву, чоловік Елеонор, вітчим Медді, перебуває в Гонконгу (сезони 2, 4)
- Джон Маршалл Джонс — спеціальний агент ФБР Джей Гріффін (сезони 2-4)
- Раян Ахерн — офіцер Рей Паверс (сезон 2)
- Меттью Ліллард — агент ФБР Люк Риков («Щасливчик») (сезони 2-3, 7)
- Девід Марчіано — детектив Бред Конніфф (сезони 2-3, 5-6)
- Лейша Гейлі — офіцер Мо (Морін) О'Грейді, поліцейська з «Кільця Неша»
- Джеймс Ренсон — офіцер Едді Арсено, напарник Ірвінга, поліцейський із «Кільця Неша»
- Емілія Зорян — Лейла, сценічний псевдонім танцівниці в «Dolly's» у Лас-Вегасі, загадкова подруга продюсера порнофільмів
- Крістофер Казинс — Мартін Вайсс, адвокат одного з ватажків вірменської мафії
- Майкл Єбба — Майк, бойовик вірменської банди в Лас-Вегасі

#### 3 сезон
- Вінтер Ейв Золі — детектив Емі Снайдер, відділ внутрішньої безпеки (сезони 3-4)
- Баррі Шабака Генлі — детектив Террі Дрейк (сезони 3-4)
- Джон Гетц — Бредлі Вокер, голова комісаріату поліції (сезон 3-4)
- Лінда Пак — Джун Пак, волонтерка групи реагування на кризові ситуації, яка починає стосунки з шефом Ірвінгом після того, як його кидає дружина (сезон 3)
- Верона Блю — Шаз, барменка у «The Smog Cutter» (сезони 3-5)
- Монті Шарп — Кліфтон Кемпбелл, виконавець убивств у Корейському кварталі (сезони 3-4)
- Джон Ейлз — Ендрю Голланд, сценарист і режисер, звинувачений у вбивстві
- Джеффрі Пірс — Тревор Доббс, лідер команди колишніх військових, що перевозять незаконні вантажі через порт Лос-Анджелеса
- Макс Арсіньєга — Хаві Морено, снайпер, член команди Доббса
- Крістофер Бакус — Вуді Вудро, член команди Доббса
- Бет Бродерік — суддя Шерон Готон
- Френк Клем — Ед Ганн
- Спенсер Гаррет — Фоккес, досвідчений адвокат Ендрю Голланда (сезони 3, 7)
- Брук Сміт — капітан Еллен Льюїс, Голлівудський відділ поліції
- Паола Тарбей — Аніта Бенітес, заступниця окружного прокурора, яка розглядає справу Голлана та має короткі стосунки з Гаррі
- Арнольд Вослу — Руді Таферо, слідчий захисту у справі Голланда
- Джаред Ворд — Джессі Таферо, молодший брат і помічник Руді
- Бріджер Задіна — Шаркі, вуличний хлопчик, «ключ» до однієї зі справ Гаррі Боша

#### 4 сезон
- Кларк Джонсон — Говард Еліас, адвоката ц цивільних справах, убитий на борту «Польоту ангелів» за два дні до справи «Чорного охоронця»
- Темберла Перрі — детектив Габріелла Лінкольн
- Енн Дудек — Памела Данкан, юрисконсульт і коханка Говарда Еліаса
- Джеймі Мак-Шейн — детектив Френсіс Шіхан, відділ пограбувань та вбивств
- Луї Озава Чангч'єн — спеціальний агент ФБР Чак Денг
- Анна Діоп — Дезіре Зілі, молода активістки, яка зневажає поліцію
- Сара Аррінгтон — Маргарет Шіхан, дружини Френсіса Шіхана
- Дейдрі Генрі — Міллі Еліас, дружина Говарда Еліаса
- Девід Гофлін — детектив Дуг Рукер
- Кестон Джон — Майкл Гарріс, підозрюваний у викраденні та вбивстві Стейсі Кінкейд; найняв Говарда Еліаса для судового позову на місто Лос -Анджелес за жорстокість поліції під час його допитів
- Крістен Аріза — Лора Кук, репортер (сезони 4, 6)
- Леонард Ву — Шивей Чень
- Джейсон Рогел — детектив Джеремі Фікс

#### 5 сезон
- Раян Герст — Гектор Боннер, слідчий адвокатки Хані Чандлер, її колишній клієнт
- Мейсон Дай — Том Гелліган
- Джудіт Морленд — прокурорка Шеріл Гайнс (сезони 5, 7)
- М. К. Гейні — Раян Роджерс (сезони 5-6)
- Б'янка Кайліч — Крістіна Генрі, слідча прокурора
- Кріс Браунінг — Престон Бордерс
- Джульєт Ландау — Ріта Тедеско
- Джон Ліндстром — Ленс Кронін
- Ейвері Клайд — Кеті Зелден
- Дуг Сімпсон — Террі Спенсер
- Кріс Венс — Далтон Волш
- Джеймі Енн Оллман — Елізабет Клейтон (сезони 5-6)
- Сі Томас Гавелл — Луїс Дегнер
- Яні Геллман — Хосе Есквівель молодший
- Кевін Сіфуентес — Хосе Есківель старший
- Рене Моран — Оскар Пінето
- Селестіно Корніель — Чарлі Гован (сезони 5-6)
- Кваме Паттерсон — Гері Вайз
- Сем Мідер — Шон Терріон (сезони 5-6)
- Марк Адейр-Ріос — помічник окружного прокурора Кеннеді (сезони 5-6)
- Річард Брукс — Двайт Вайз (сезони 5-6)
- Трева Етьєн — Жак Авріль (5-6 сезони)
- Вільмер Кальдерон — детектив Даніел Аріас (5-6 сезони)
- Аль Вісенте — детектив Рей Маркос (5-6 сезони)

#### 6 сезон
- Ковар Мак-Клюр — д-р Стенлі Кент
- Лінн Коллінз — Алісія Кент
- Джулі Енн Емері — агент ФБР Сільвії Ріс (сезони 6-7)
- Адам Дж. Геррінгтон — Джек Бреннер, спеціальний відповідальний агент ФБР (сезони 6-7)
- Картер Макінтайр — агент ФБР Кліффорд Максвелл
- Еббі Бреммелл — Гізер Страут
- Кевін Вілл — Вейлон Страут
- Кріс Пейн Гілберт — Тревіс Страут
- Лейт М. Берк — Чарлі Декс
- Мері-Боннер Бейкер в — помічниця окружного прокурора Ханна Блер
- Бенджамін Берт — Бен Крейвер
- Джон Флетчер — Алекс Сендс
- Ці Ма — Брент Чарльз
- Ештон Голмс — Роджер Діллон
- Джонні Ріос — Антоніо Валенс
- Д. В. Моффетт — Джек Кіллоран
- Мітчелл Фінк — Рей Теккер
- Бамбаджан Бамба — Ремі Туссен
- Браян Д. Мейсон — Вінстон
- Терренс Террелл — Марвел

## Виробництво
Amazon показав онлайн пілотний епізод телесеріалу на початку 2014 року. Глядачам було дозволено висловити свою думку про пілот до того, як студія вирішить, чи замовляти серіал. 12 березня 2014 року Amazon.com замовив повний перший сезон, який був викладений на Amazon Prime 13 лютого 2015 року.
18 березня 2015 року «Детектив Бош» був продовжений на другий сезон, який ґрунтується на книгах «Музика з багажника», «Падіння» і «Останній койот». Другий сезон став доступний онлайн 11 березня 2016 року.
1 квітня 2016 року серіал отримав третій сезон — адаптацію роману «Чорне відлуння» з елементами «Темряви чорніше ночі». Прем'єра сезону відбулася 21 квітня 2017 року.
17 жовтня 2016 року Amazon продовжив серіал на четвертий сезон, не чекаючи прем'єри третього. 13 лютого 2018 роки за два місяці до прем'єри четвертого сезону серіал був продовжений на п'ятий.
11 листопада 2018 року було оголошено про продовження серіалу на 6-й сезон, який вийшов 16 квітня 2020 року.
Було оголошено, що серіал завершиться сьомим сезоном.
Сервіс IMDb TV розробляє спін-оф серіалу.

## Прийом критиків
«Детектив Бош» отримав загалом позитивні відгуки. На Metacritic серіал оцінили в 71 бал зі 100, що базується на 16-ти відгуках критиків.

## Цікаві факти
У романах Майкла Коннеллі детектив Ієронім Бош проживає за адресою Вудро Вильсон-драйв, 7203 (7203 Woodrow Wilson Drive). Будинок із такою адресою дійсно існує в Лос-Анжелесі.
Творці серіалу «Детектив Бош» помістили будинок Гаррі під іншою реальною адресою: Блю-Гайтс-драйв, 1870 (1870 Blue Heights Drive).

## Спіноф
Продовження серіалу із Тітусом Веллівером, який повторює свою роль Гаррі Боша, був замовлений потоковим сервісом Amazon Freevee у березні 2021 року. Медісон Лінц повернеться в ролі дочки Гаррі, Медді. У новому серіалі Бош, який тепер вийшов на пенсію, працюватиме слідчим у Чендлера, а Медді приєднається до поліції Лос-Анджелеса. Продюсерами серіалу будуть Веллівер, Ерік Овермайер, Генрік Бастін, Пітер Ян Брюгге та письменник Майкл Коннеллі, усі вони продюсували оригінального «… Боша». Зйомки серіалу почалися в червні 2021 року в Лос-Анджелесі.
У листопаді 2021 року було оголошено назву серіалу: «Детектив Бош: Спадок». У березні 2022 року було оголошено, що прем'єра серіалу відбудеться 6 травня 2022 року. У травні 2022 року було оголошено, що Amazon Freevee продовжив серіал на другий сезон.